# Macroderma curtisii
Macroderma curtisii är en svampart som först beskrevs av Berk. & Ravenel, och fick sitt nu gällande namn av Franz Xaver von Höhnel 1917. Macroderma curtisii ingår i släktet Macroderma och familjen Rhytismataceae.   Inga underarter finns listade i Catalogue of Life.